# Elección para gobernador de Idaho de 2010
La elección para gobernador de Idaho de 2010 tuvo lugar el 2 de noviembre. El gobernador titular Butch Otter decidió buscar la reelección.

## Primaria demócrata

### Candidatos
- Keith G. Allred, activista y mediador[3]
- Lee Chaney, trabajador

### Resultados

Resultado de las elecciones por condado:
Otter—70–80%
Otter—60–70%
Otter—50–60%
Otter—40–50%
Rammell—40–50%
Rammell—50–60%

|  | 81.7 % |

|  | 18.3 % |

|  | 100 % |

## Primaria republicana

### Candidatos
- Walt Bayes, candidato perenne
- Tamara Wells
- Butch Otter, gobernador de Idaho
- Pete Peterson (respaldó a la candidata independiente Jana Kemp, pero aun así se presentó a las primarias[5])
- Rex Rammell, veterinario, activista conservador y candidato independiente al Senado de los Estados Unidos en 2008
- Sharon Ullman, comisionada del condado de Ada

### Encuestas
| Fuente de la encuesta | Fecha(s) de realización | Tamaño de muestra | Margen de error | Walt Bayes | Butch Otter | Pete Peterson | Rex Rammell | Sharon Ullman | Tamara Wells | Indecisos |
| --------------------- | ----------------------- | ----------------- | --------------- | ---------- | ----------- | ------------- | ----------- | ------------- | ------------ | --------- |
| SurveyUSA             | 17-19 de mayo de 2010   | 625               | ± 4.0%          | 1%         | 60%         | 3%            | 6%          | 4%            | 1%           | 25%       |

### Resultados
|  | 54.6 % |

|  | 26.0 % |

|  | 8.4 % |

|  | 5.2 % |

|  | 3.0 % |

|  | 2.8 % |

|  | 100 % |

## Encuestas
| Fuente de la encuesta | Fecha(s) de realización | Tamaño de muestra | Margen de error | Butch Otter (R) | Keith Allred (D) | Otro Indecisos |
| --------------------- | ----------------------- | ----------------- | --------------- | --------------- | ---------------- | -------------- |
| Rasmussen Reports     | 31 de agosto de 2010    | —                 | —               | 52%             | 36%              | —              |
| Rasmussen Reports     | 15 de julio de 2010     | —                 | —               | 53%             | 36%              | —              |
| Rasmussen Reports     | 11 de mayo de 2010      | —                 | —               | 54%             | 32%              | —              |
| Rasmussen Reports     | 23 de marzo de 2010     | —                 | —               | 60%             | 28%              | —              |

## Resultados
|  | 59.11 % |

|  | 32.85 % |

|  | 5.89 % |

|  | 1.30 % |

|  | 100 % |

|  | 57.9 % |